# Ambiente obesogénico
Un ambiente obesogénico es aquel entorno que favorece el aumento de peso y la obesidad entre la población. Este entorno supone una combinación de factores que promueven e incentivan el consumo de alimentos poco saludables y un estilo de vida sedentario.
Los ambientes obesogénicos facilitan el aumento de peso y la obesidad, aumentando el riesgo de enfermedades crónicas como diabetes tipo 2, enfermedades cardiovasculares y algunos tipos de cáncer.

## Ambientes obesogénicos
En los ambientes obesogénicos encontramos:
- Disponibilidad de alimentos poco saludables. Muy presentes en los supermercados y establecimientos de comida rápida, ultraprocesada y alta en calorías, grasas y azúcares, habitualmente más barata que los alimentos saludables.[5]
- Publicidad de alimentos no saludables, con una intensa promoción de productos poco nutritivos, especialmente dirigida a niños y adolescentes.[6]
- Un entorno físico con poca infraestructura para la actividad física, con calles poco caminables y ciclables y diseñadas para facilitar la circulación de los coches. Con pocos parques, gimnasios o áreas recreativas cercanas a las áreas residenciales.[5]
- Un estilo de vida sedentario, con un ocio basado en el uso de la tecnología, el uso del transporte motorizado y sin promoción de la actividad física.[6][5]
- Factores socioeconómicos que se correlacionan con la obesidad, con una relación directa entre un menor nivel de renta con un mayor consumo de alimentos poco saludables y menores tasas de actividad física.[7][8]
- Factores culturales y relacionales que influyen en el estilo de vida de los individuos. Así, si las normas sociales y culturales favorecen el consumo de grandes porciones de comida, y la inactividad física o el sobrepeso están bien vistos socialmente, es más probable que los individuos desarrollen obesidad.[8]